# Semiothisa strigularia
Semiothisa strigularia là một loài bướm đêm trong họ Geometridae.